# Aérodrome de Saint-Florentin - Chéu
L’aérodrome de Saint-Florentin - Chéu (code OACI : LFGP) est un aérodrome ouvert à la circulation aérienne publique (CAP), situé sur les communes de Jaulges et de Chéu à 4 km au sud-est de Saint-Florentin dans l’Yonne (région Bourgogne-Franche-Comté, France).
Il est utilisé pour la pratique d’activités de loisirs et de tourisme (aviation légère, hélicoptère et parachutisme).

## Histoire
C'est sur décision ministérielle de créer une plateforme d'opérations militaires à proximité de Saint-Florentin en octobre 1938 que le ministère de l'air approuvait les plans et l'expropriation des terrains dédiés par décret de loi du 30 octobre 1935.
Le chef de la Kommandantur de Sens décidait en mars 1941 que les terrains de l’aérodrome devaient être immédiatement rendus à la culture.
Les acquisitions des terrains ayant été interrompu en juin 1940, la plateforme n’en resta pas moins maintenue en culture après la Libération. Cette mesure justifiant que l’aérodrome soit déclaré provisoirement interdit à la circulation aérienne publique est officialisée par un arrêté ministériel du 6 février 1947.
En 1953, naissait l'aéroclub des "Ailes Florentinoises". 
A l'été 1969, Jacques Brel posait régulièrement son avion à l'aérodrome, un Gardan, un avion de tourisme quatre places.
Le dimanche 21 février 2021, lors de son atterrissage, un ULM (planeur ultra-léger motorisé) s'écrasait en faisant un mort et un blessé grave, quatrième accidents mortels de ces dix dernières années.
Aujourd'hui, la Communauté de communes Serein et Armance est propriétaire des infrastructures de l’aéroport et des locaux. 

## Installations
L’aérodrome dispose de trois pistes en herbe orientées est-ouest :
- une piste 07L/25R longue de 1 120 mètres et large de 90 ;
- une piste 07C/25C longue de 1 050 mètres et large de 80, réservée à l’atterrissage des planeurs ;
- une piste 07R/25L longue de 1 035 mètres et large de 80, réservée aux treuillage des planeurs.

L’aérodrome n’est pas contrôlé. Les communications s’effectuent en auto-information sur la fréquence de 123,500 MHz.
S’y ajoutent :
- une aire de stationnement ;
- des hangars ;
- une station d’avitaillement en carburant (100LL) et en lubrifiant[6].

## Activités
- Aéroclub Les Ailes Florentinoises
- Association ULM « Les Blaireaux »
- Centre de vol à voile de Saint-Florentin - Chéu
- Para-club de l’Armançon
- Club ULM de la Forêt d'Othe
- Les Constructeurs Amateurs d'Avions Anciens (CRAA)